# Уайден, Грегори
Грегори Уайден (англ. Gregory Widen; род. 30 ноября 1958, Лос-Анджелес) — американский сценарист, режиссёр и продюсер. Наиболее известен как создатель вселенной Горец.

## Фильмография

### Кинематограф
| Год  | Фильм                      | Оригинальное название      | Режиссёр | Сценарист | Испролнительный продюсер | Примечания                |
| ---- | -------------------------- | -------------------------- | -------- | --------- | ------------------------ | ------------------------- |
| 1986 | Горец                      | Highlander                 |          | Да        |                          |                           |
| 1991 | Огненный вихрь             | Backdraft                  |          | Да        |                          | Камео (Инженер-лейтенант) |
| 1995 | Пророчество                | The Prophecy               | Да       | Да        |                          |                           |
| 1998 | Пророчество 2              | The Prophecy 2             |          |           | Да                       |                           |
| 2000 | Пророчество 3: Восхождение | The Prophecy 3: The Ascent |          |           | Да                       |                           |
| 2017 | ДругаяЖизнь                | OtherLife                  |          | Да        |                          |                           |
| 2019 | Обратная тяга 2            | Backdraft 2                |          | Да        |                          |                           |
| 2025 | Горец                      | Highlander                 |          |           | Да                       |                           |
| TBA  | Ясуке                      | Yasuke                     |          | Да        |                          |                           |

### Телевидение
| Год  | Проект                | Оригинальное название | Режиссёр | Сценарист      | Продюсер         | Примечания                                                             |
| ---- | --------------------- | --------------------- | -------- | -------------- | ---------------- | ---------------------------------------------------------------------- |
| 1988 | Война выходного дня   | Weekend War           |          | Да             | Сопродюсер       | Телефильм                                                              |
| 1993 | Космические спасатели | Space Rangers         |          | Да             |                  | Эпизод: "Замена"                                                       |
| 1993 | Байки из склепа       | Tales from the Crypt  | Да       | Да             |                  | Эпизод: "Наполовину ужасно"                                            |
| 1999 | Спасение 77           | Rescue 77             |          | Создатель / Да | Исполнительный   | Создатель и исполнительный продюсер (8 эпизодов) Сценарист (3 эпизода) |
| 2000 | Зелёные паруса        | Green Sails           |          | Да             | Соисполнительный | Телефильм                                                              |

## Прочие работы
- Велосипедная лихорадка / Bike Fever (1976, монтажёр и звукомонтажёр)
- Взрыв / Blast (2004, скрипт-доктор и второй режиссёр)
- Книга «Зов крови» / Blood Makes Noise (2014).